# CCR2
Découvert en 1994 , le CCR2 (C-C chemokine receptor type 2) est une protéine ayant une fonction de récepteur de la protéine CCL2. Il appartient à la famille des récepteurs aux chémokines CC. Son gène est le CCR2 situé sur le chromosome 3 humain.
Chez l'homme, il existe deux isoformes CCR2A et CCR2B qui diffèrent par leur C-terminal, ce qui peut entraîner des propriétés de signalisation différentes.

## Rôle
Ils sont situés sur les monocytes. CCR2 est également exprimé par divers types de cellules, notamment les lymphocytes T régulateurs, les lymphocytes T CD4+ et T CD8+, les lymphocytes NK, les lymphocytes γδT, les lymphocytes B, les cellules dendritiques plasmacytoïdes, les basophiles, les cellules souches, les cellules endothéliales, les microglies, les cellules musculaires et les cellules tumorales.
L'activation du CCR2 par le CCL2  favorise largement la progression et les métastases d'une tumeur en attirant les monocytes suppressifs et les lymphocytes T régulateurs,, bien que comme  toute liaison d'une chimiokine avec son récepteur  peut avoir une action à la fois pro-tumorale et anti-tumorale.
Ils interviendraient dans la genèse de l'athérome. L'inhibition de ce récepteur permettrait également de diminuer l'inflammation lors d'un infarctus du myocarde et d'améliorer son remodelage, du moins sur un modèle animal. 
Sa stimulation favoriserait la migration de certaines cellules souches sanguines aux endroits où survient une inflammation.
Chez l'homme, l'inhibition de ce récepteur par un anticorps monoclonal diminue le taux sanguin de CRP.